# Campanularia fusiformis
Campanularia fusiformis is een hydroïdpoliep uit de familie Campanulariidae. De poliep komt uit het geslacht Campanularia. Campanularia fusiformis werd in 1876 voor het eerst wetenschappelijk beschreven door Clark. 